# 日光警察署

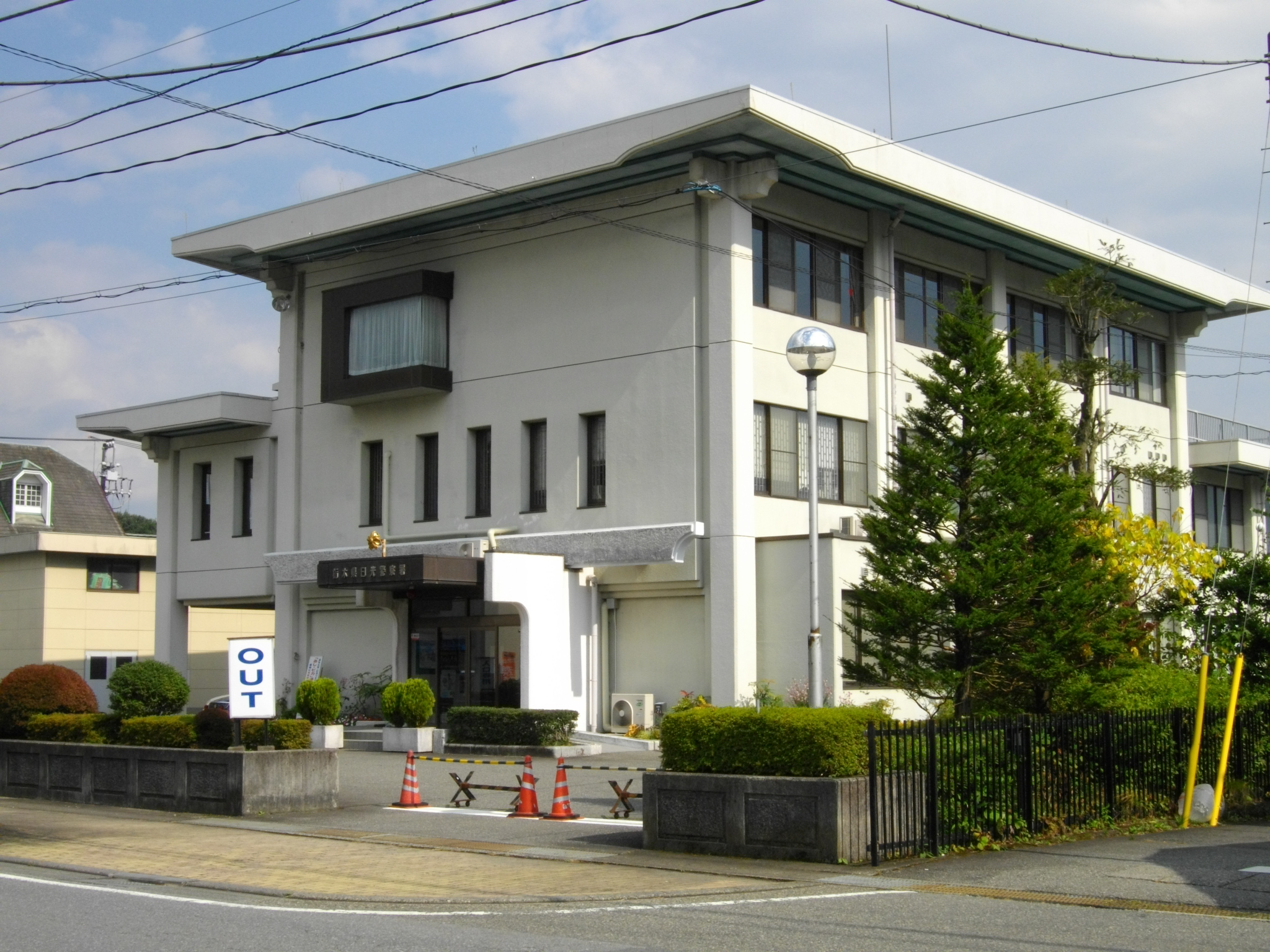
日光警察署

日光警察署（にっこうけいさつしょ）は、栃木県日光市稲荷町にある栃木県警察が管轄する警察署。

## 所在地
- 栃木県日光市稲荷町2丁目2番2号

## 管轄区域
- 日光市（2006年3月20日～）のうち
  - 旧日光市
  - 旧上都賀郡足尾町

日光市のうち上記エリア以外は今市警察署の管轄となる。

## 沿革
- 1875年（明治8年） - 日光邏卒屯所として設置
- 1880年（明治13年） - 鹿沼警察署管轄の日光分署となる
- 1896年（明治29年） - 日光警察署に改称
- 1898年（明治31年）11月27日 - 上都賀郡日光町大字日光字御幸町準154番地に移転[1]。
- 1983年（昭和58年） - 東武車庫跡[2]の現在地に新築移転
- 2006年（平成18年）4月1日 - 足尾警察署を統合し、旧足尾町が管轄区域に加わる。足尾警察署は足尾交番に改称

## 組織
- 署長(警視)
- 次長兼警務課長兼取調べ監督官(警部)

- 警務課
- 刑事課
- 生活安全課
- 地域課
- 交通課

## 交番・駐在所
日光
- 安川町交番 - 日光市安川町3番地5
- 駅前交番 - 日光市相生町181番地7

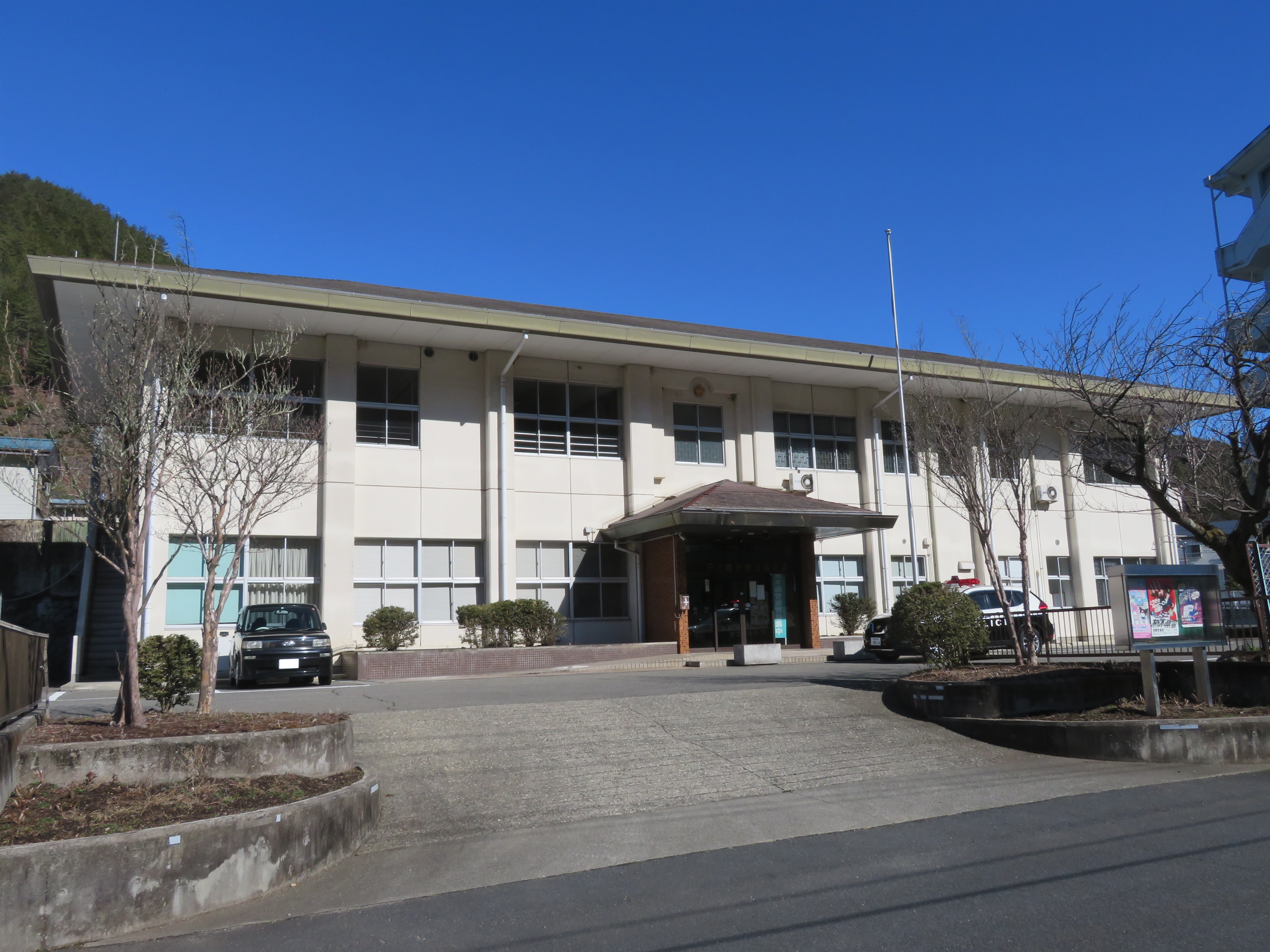
足尾交番

- 中宮祠交番 - 日光市中宮祠2478番地23
- 清滝駐在所 - 日光市清滝1丁目10番3号
- 湯元駐在所 - 日光市湯元2549番地28

足尾
- 足尾交番 - 日光市足尾町通洞1番14号

小来川
- 小来川駐在所 - 日光市小来川2613番地